# Raja
|  | Aquest article tracta sobre un gènere de peixos. Vegeu-ne altres significats a «raja (títol)». |

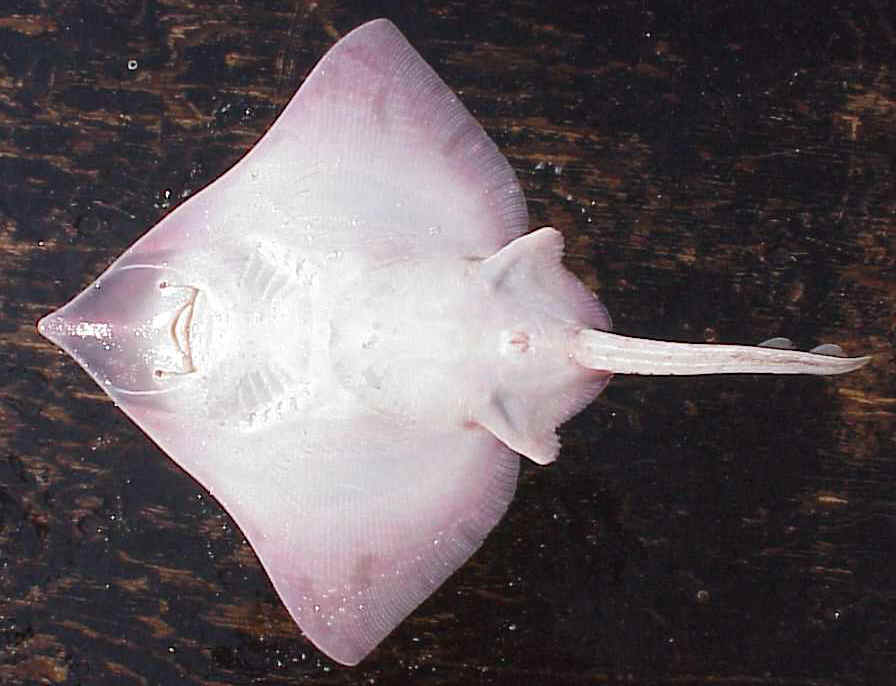
Raja binoculata

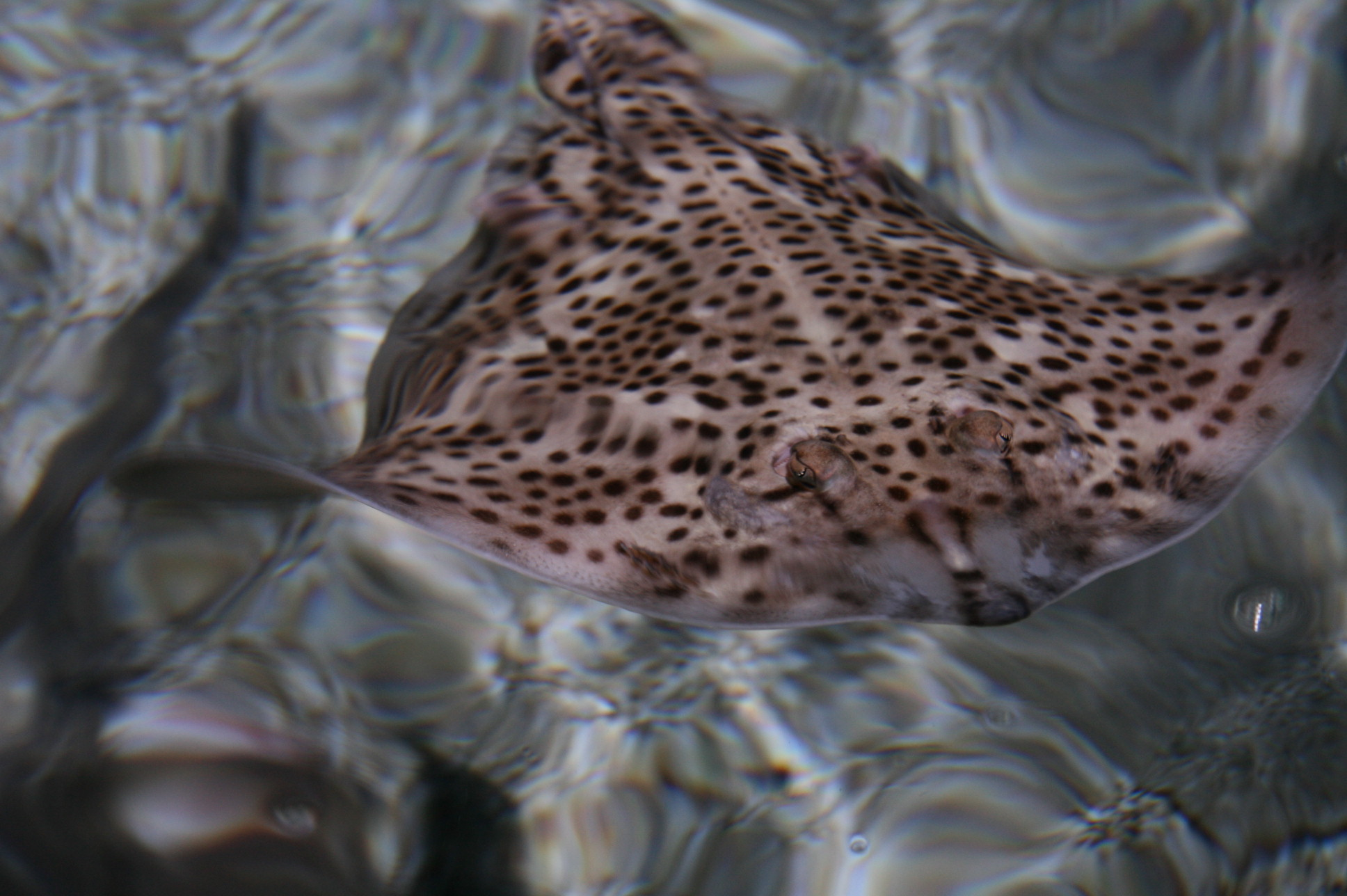
Raja montagui

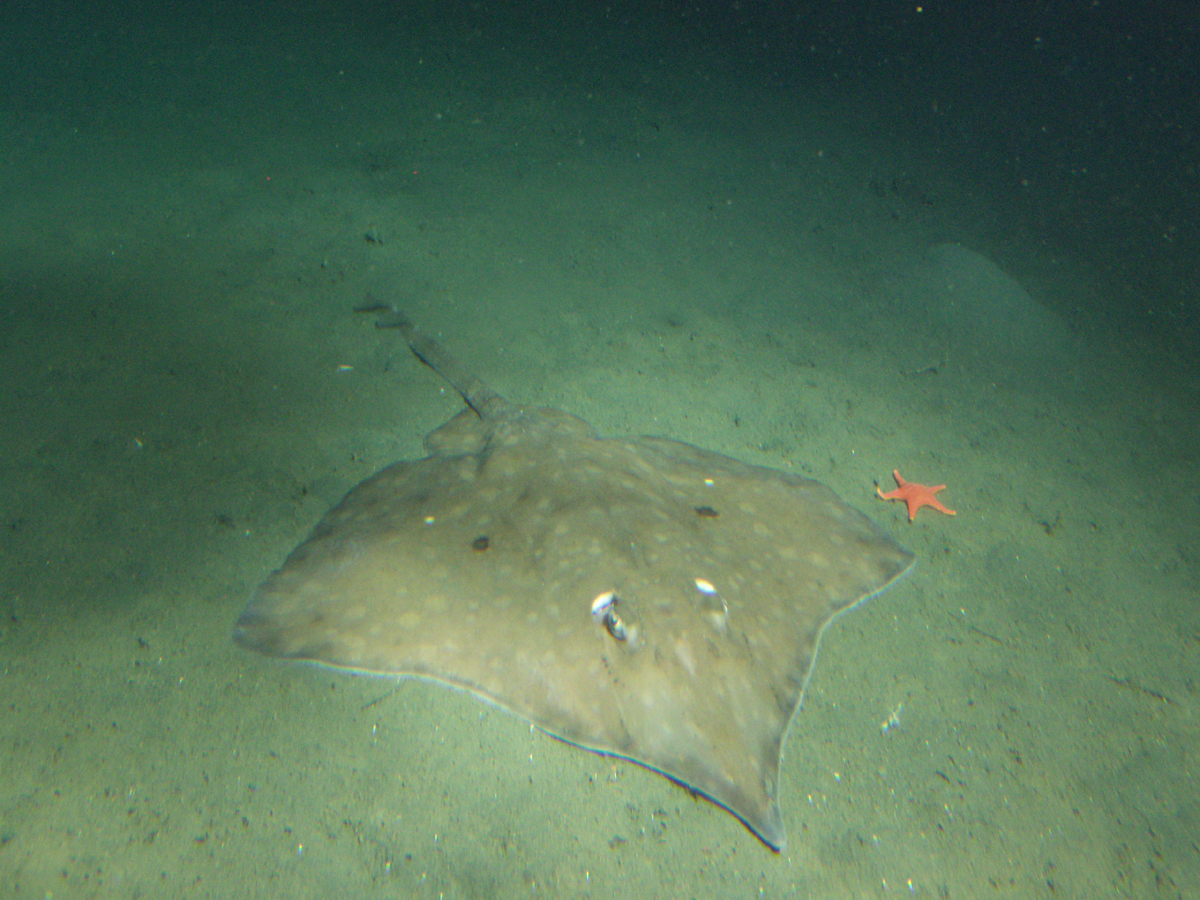
Raja rhina

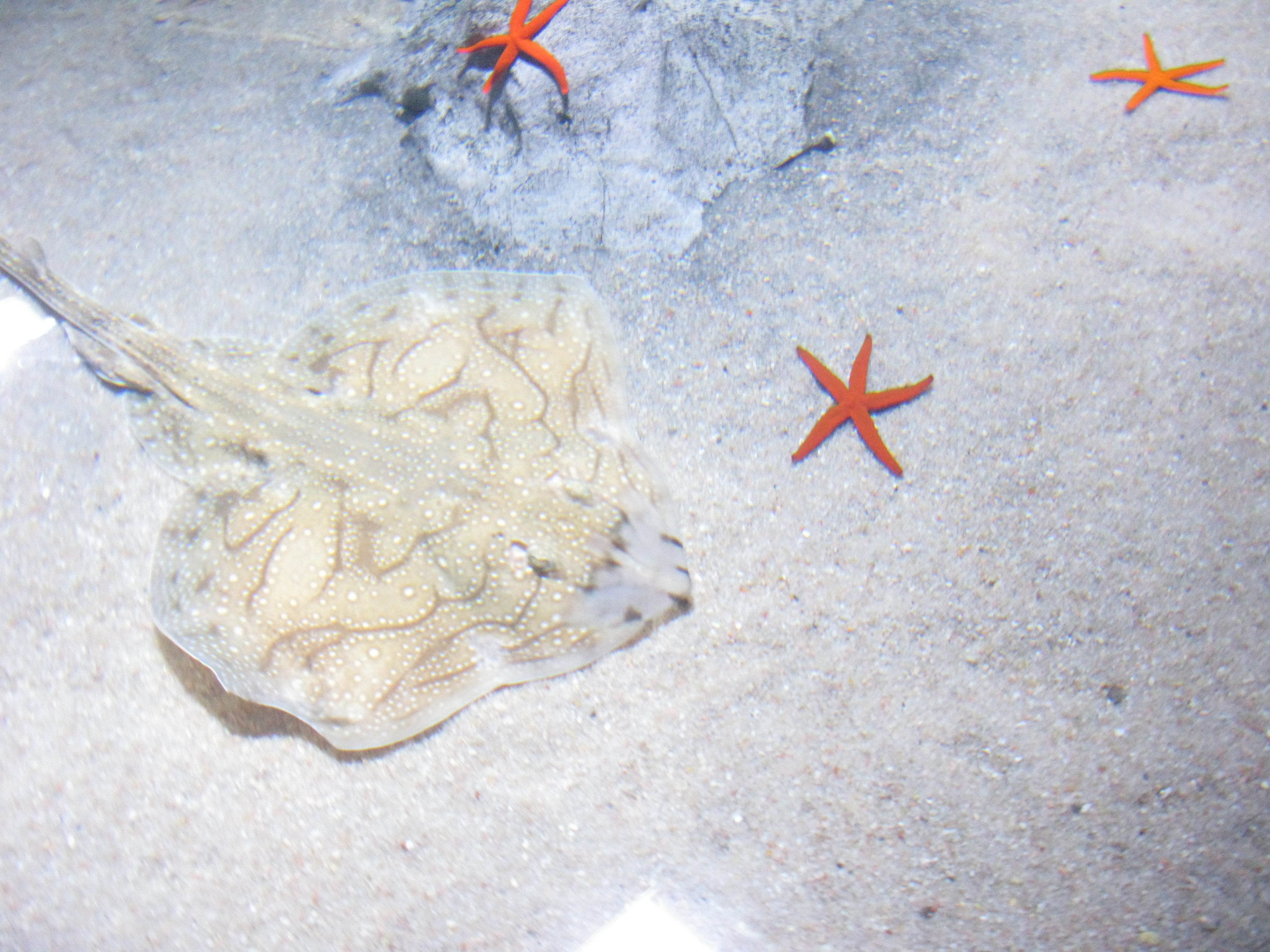
Raja undulata

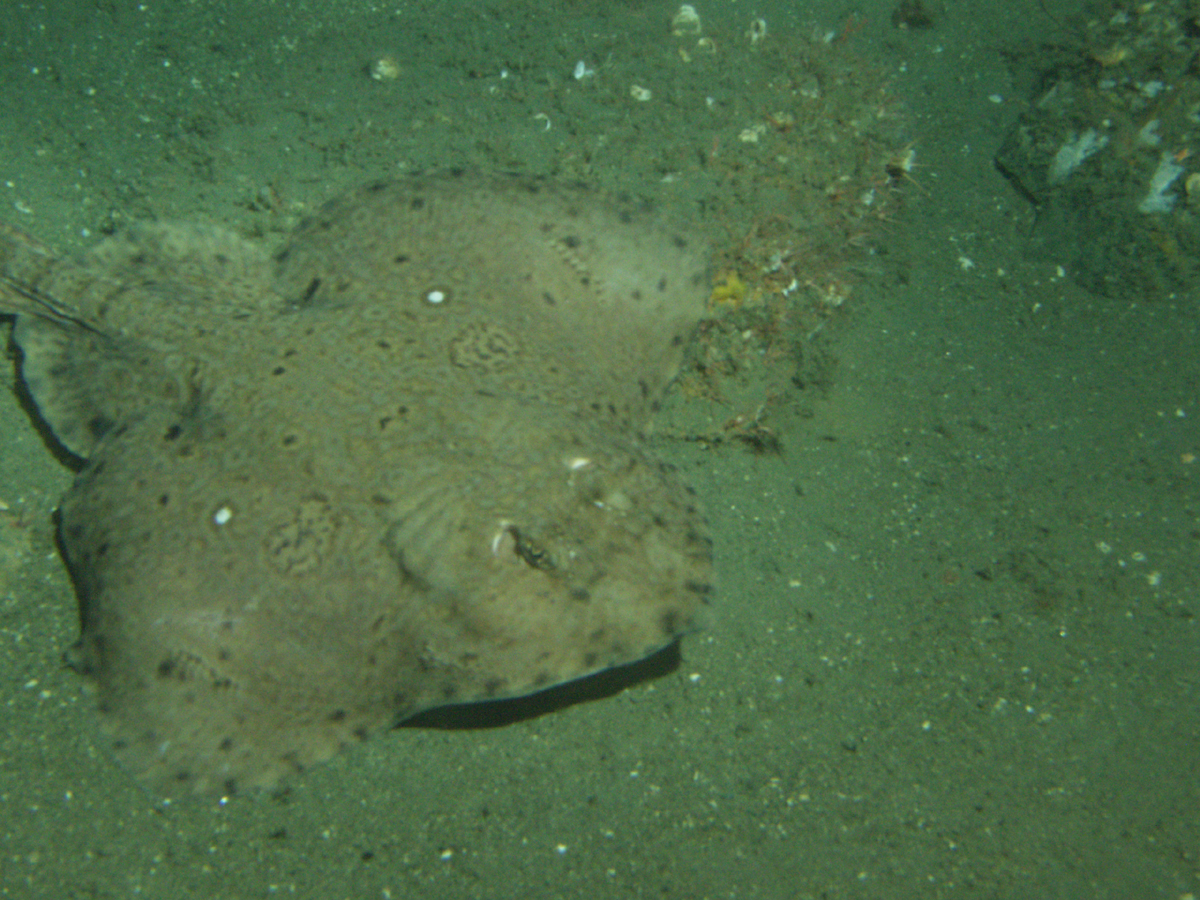
Raja stellulata

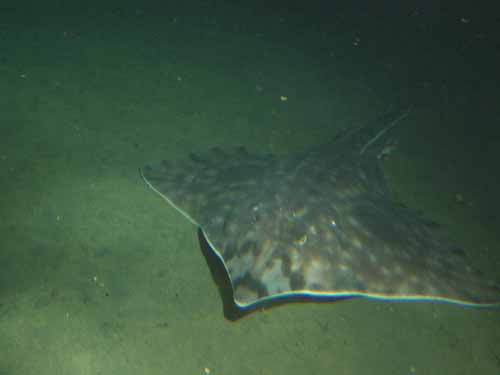
Raja binoculata

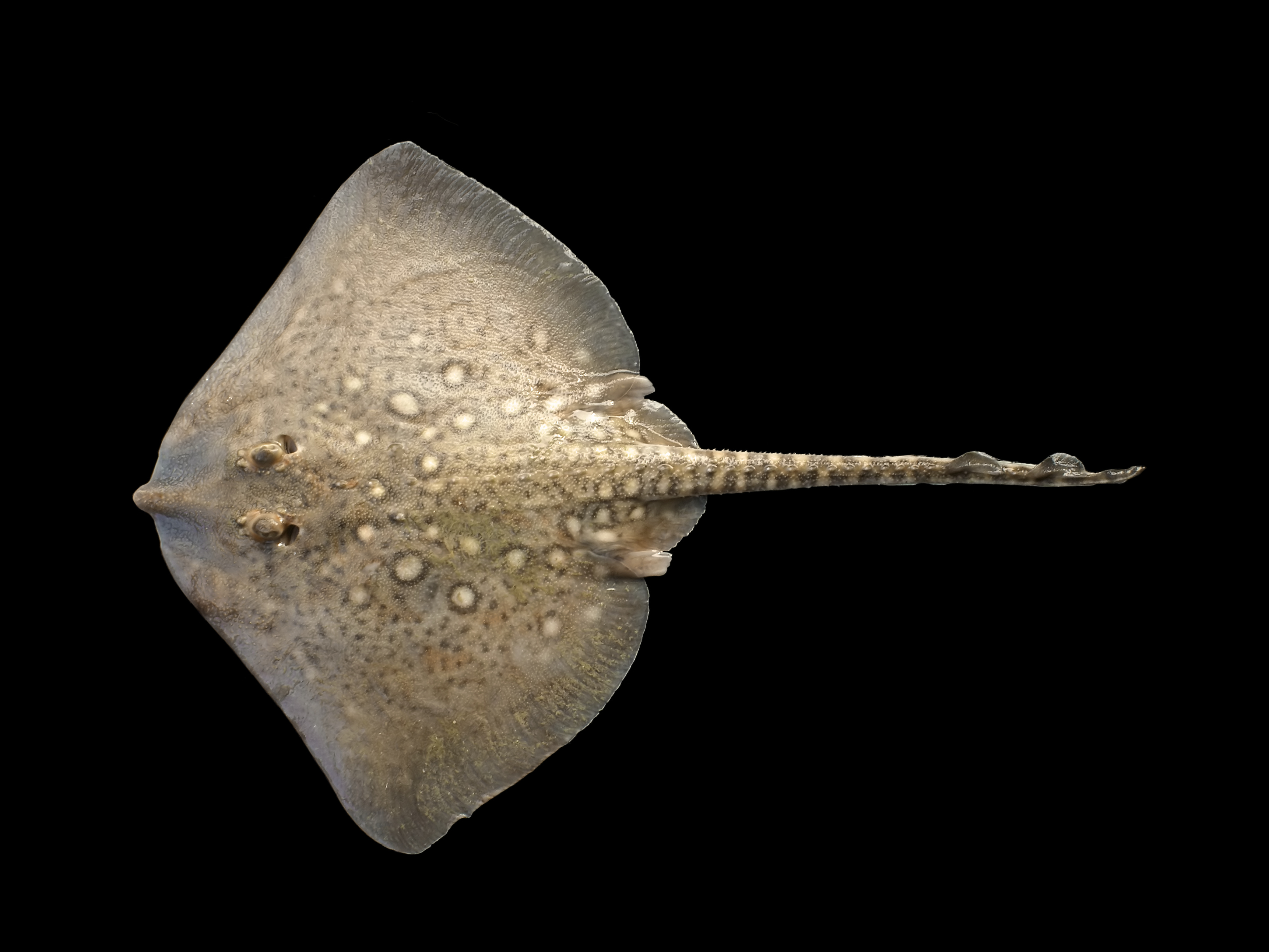
Raja clavata

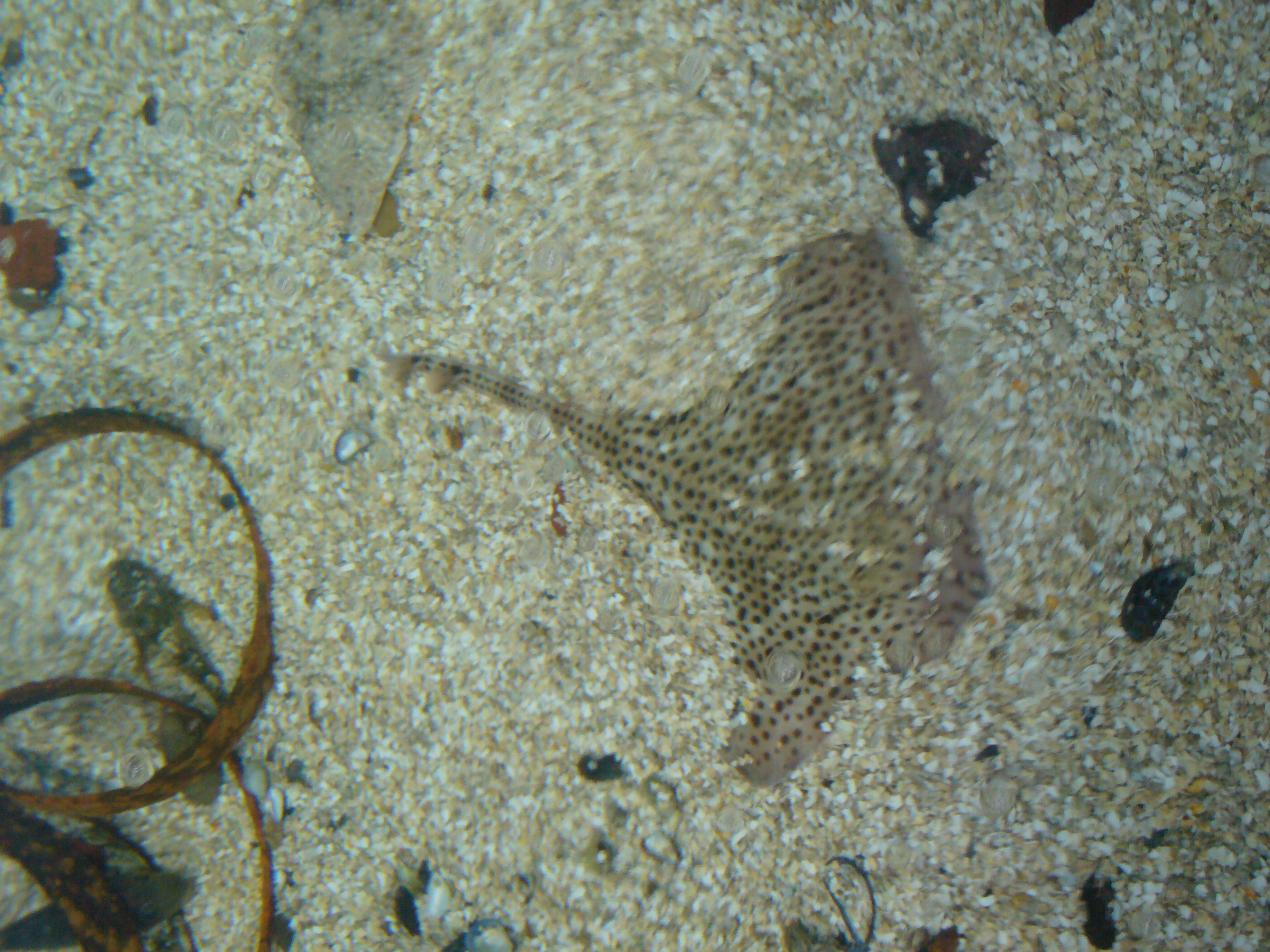
Raja montagui

Raja és un gènere de peixos de la família dels raids i de l'ordre dels raïformes.

## Morfologia
- Cos en forma de disc romboïdal amb marges frontals rectes a convexos.
- Porus mucosos sobre la part inferior del disc lliure de pigments.
- Musell rígid i no pas allargat.
- Cua més o menys prima, mitjanament llarga, amb dues petites aletes dorsals properes a l'extrem i amb una o més files d'espines.
- Aleta pelviana amb dos lòbuls diferenciats units per una membrana, essent-ne el posterior el més gran.
- Aleta caudal reduïda o absent.
- Dors amb espines o protuberàncies dorsals.
- Grans espiracles darrere de l'ull.
- Boca amb una sèrie de plaques dentàries o petites dents esmolades.
- Rostre curt o llarg segons les espècies.
- La part interna de les aletes ventrals dels mascles ha esdevingut un òrgan copulador.[3][4]

## Reproducció
- Són ovípars i ponen càpsules d'ous.[3]

## Alimentació
Mengen altres peixos i crustacis.

## Distribució geogràfica
És circumglobal, llevat del Pacífic central.

## Taxonomia
- Raja ackleyi (Garman, 1881)[5]
- Raja acutidens (Owen, 1853)
- Raja africana (Capapé, 1977)[6]
- Raja apteronota (Lacépède, 1802)
- Raja arktowskii (Dollo, 1904)
- Raja asperrima (Nardo, 1827)
- Rajada estrellada (Raja asterias) (Delaroche, 1809)[7]
- Raja atriventralis (Fowler, 1934)
- Raja bahamensis (Bigelow & Schroeder, 1965)[8]
- Raja binoculata (Girard, 1855)[9]
- Raja brachyura (Lafont, 1873)[10]
- Raja cervigoni (Bigelow & Schroeder, 1964)[11]
- Raja chinensis (Basilewsky, 1855)
- Raja ciodera (Rafinesque, 1810)
- Clavellada (Raja clavata) (Linnaeus, 1758)[12]
- Raja cornuta (Le Sueur, 1824)
- Raja cortezensis (McEachran & Miyake, 1988)[13]
- Raja cuculus (Lacépède, 1802)
- Raja cynosbatus (Philippi, 1896 )
- Raja eglanteria (Bosc a Lacépède, 1800)[14]
- Raja equatorialis (Jordan & Bollman, 1890)[15]
- Raja fasciata (Shaw, 1804)
- Raja fimbriata (Lacépède, 1802)
- Raja gallardoi (Marini, 1933)
- Raja gallica (Walbaum, 1782)
- Raja granulosa (Bloch & Schneider, 1801)
- Raja herwigi (Krefft, 1965)[16]
- Raja hispanica (Bloch & Schneider, 1801)
- Raja hyposticta (Otto, 1821)
- Raja inornata (Jordan & Gilbert, 1881)[17]
- Raja koehleri (Curtiss, 1938)
- Raja koreana (Jeong & Nakabo, 1997)[18]
- Raja laevis (Mitchill, 1819)
- Raja leucobatos (Gronow & Gray, 1854)
- Raja machuelo (Osbeck, 1770)
- Raja macrorynchus (Rafinesque, 1810)[19]
- Raja maderensis (Lowe, 1838)[20]
- Rajada d'ulls petits (Raja microocellata) (Montagu, 1818)[21]
- Rajada de miralls (Raja miraletus) (Linnaeus, 1758)[12]
- Raja molaridens (Owen, 1853)
- Raja monstrosa (Walbaum, 1792)
- Rajada dolça (Raja montagui) (Fowler, 1910)[22]
- Raja montereyensis (Gilbert, 1915)
- Raja morula (Nardo, 1827)
- Raja mucosa (Steller a Pallas, 1814)
- Raja mucosissima (Nardo, 1827)
- Raja mula (Forskål, 1775)
- Raja nigra (Lacépède, 1802)
- Raja omirnovi (Soldatov & Pavlenko, 1915)
- Raja ommescherit (Forskål, 1775)
- Raja orbicularis (Bloch & Schneider, 1801)
- Raja osbeckii (Walbaum, 1792)
- Raja pigara (Rafinesque, 1810)
- Rajada tacada (Raja polystigma) (Regan, 1923)[23]
- Raja pulchra (Liu, 1932)[24]
- Raja quadriloba (Le Sueur, 1817)
- Rajada peluda (Raja radula) (Delaroche, 1809)[25]
- Raja rhina (Jordan & Gilbert, 1880)[26]
- Raja rhombea (Osbeck, 1770)
- Raja rhomboidalis (Tilesius, 1802)
- Rajada de Rondelet (Raja rondeleti) (Bougis, 1959)[27]
- Raja rouxi (Capapé, 1977)[28]
- Raja rubra (Swaison, 1838)
- Raja scabra (Linnaeus, 1764)
- Raja schoukia (Forskål, 1775)
- Raja sinensis (Shaw, 1804)
- Raja specula (Blainville, 1825)
- Raja spinosa (Yarrell, 1841)
- Raja stellulata (Jordan & Gilbert, 1880)[29]
- Raja straeleni (Poll, 1951)[30]
- Raja tajara (Forskål, 1775)
- Raja tautirana (Curtiss, 1938)
- Raja texana (Chandler, 1921)[31]
- Rajada ondulada (Raja undulata) (Lacépède, 1802)[32]
- Raja velezi (Chirichigno F., 1973)[33]
- Raja virgata (Geoffroy St. Hilaire, 1809)
- Raja vulgaris (Olafsen & Povelsen, 1775)
- Raja whitleyi (Iredale, 1938)[34][35]